# Grallaire sobre
Myrmothera simplex
Espèce
Statut de conservation UICN

 LC  : Préoccupation mineure
Le Grallaire sobre (Myrmothera simplex) est une espèce de passereaux de la famille des Grallariidae.

## Répartition
Cet oiseau fréquente les tepuys du Venezuela et régions limitrophes (Guyana et nord du Brésil).

## Liste des sous-espèces
Selon le Congrès ornithologique international :
- Myrmothera simplex pacaraimae Phelps Jr & Dickerman, 1980 — sierra de Pacaraima ;
- Myrmothera simplex simplex (Salvin & Godman, 1884) — mont Roraima ;
- Myrmothera simplex guaiquinimae Zimmer, JT & Phelps, 1946 — cerros Guaiquinima et Paurai ;
- Myrmothera simplex duidae Chapman, 1929 — cerros Duida et Neblina.